# Carl Brewer
Carl Brewer (Wichita, 8 de marzo de 1957-Ib., 12 de junio de 2020) fue un político estadounidense, reconocido por haber sido alcalde de la localidad de Wichita en Kansas. Fue elegido en el año 2007 y cuatro años después fue reelegido.

## Carrera
Entre 2001 y 2007 Brewer sirvió en el consejo de la ciudad de Wichita desde el Distrito 1. En 2004 se presentó en una elección especial para reemplazar al senador estatal Rip Gooch, pero fue derrotado por Donald Betts. En 2007 fue elegido alcalde de Wichita, convirtiéndose en el primer alcalde de color elegido democráticamente en la ciudad, ya que A. Price Woodard Jr. fue seleccionado por el consejo de la ciudad para servir como alcalde interino en 1970.
El 20 de febrero de 2017 anunció que se presentaría a la candidatura demócrata en las elecciones para gobernador de Kansas y seleccionó a Chris Morrow, alcalde de Gardner, Kansas, como su fórmula. Sin embargo, fue derrotado por la senadora estatal Laura Kelly. Brewer sirvió en el equipo de transición de Kelly después de que ella derrotara al nominado republicano Kris Kobach en las elecciones generales. Kelly lo nombró para servir en el Consejo de Gobernadores sobre la reforma fiscal.

### Fallecimiento
El 12 de junio de 2020, Brewer murió a los sesenta y tres años a causa de una enfermedad. Tras su deceso, el ayuntamiento de Wichita hizo ondear las banderas de la ciudad a media